# Actio institoria
L'actio institoria è un istituto giuridico del diritto romano, volto all'adempimento di un'obbligazione; se il pater o dominus hanno affidato al filius o al servo la responsabilità di un'attività commerciale, (in genere la gestione di una taberna) lo istituisce "institore"
e risponderà senza limiti delle obbligazioni assunte nell'ambito delle funzioni attribuite.
Nei locali aperti al pubblico, sovente, era esposto un cartiglio in cui erano specificati i compiti dell'istitore e in questo caso il pater o il dominus (colui che esercita la proprietà, o il padrone di uno schiavo) rispondevano solo per crediti assunti entro i limiti indicati (actio institoria)

## L'actio quasi institoria
Sullo stampo dell'actio institoria si era sviluppata una actio quasi institoria anche contro il mandante di un soggetto cosiddetto extraneus diverso dal filius e del servus. La dottrina, tuttavia avanza dubbi che l'istituto fosse vigente già in età classica, ma che si sviluppò nella moderna figura dell'institore.

## Diritto italiano
La preposizione institoria è regolata dagli articoli 2203 -2208 del c.c. . In particolare l'art. 2206 disciplina la pubblicità della procura.
La procura con sottoscrizione del preponente autenticata deve essere depositata per l’iscrizione presso il competente ufficio del registro delle imprese (att. 100). In mancanza dell’iscrizione, la rappresentanza si reputa generale e le limitazioni di essa non sono opponibili ai terzi, se non si prova che questi le conoscevano al momento della conclusione dell’affare»